# Burgstall Chieming
Der Burgstall Chieming ist eine abgegangene mittelalterliche Niederungsburg auf 526 m ü. NHN im Bereich zwischen Markstatt und Hauptstraße der Gemeinde Chieming im oberbayerischen Landkreis Traunstein von Bayern. Die Anlage wird als Bodendenkmal unter der Aktennummer D-1-8141-0118 als „Burgstall des hohen Mittelalters“ geführt. 200 m nordnordwestlich befindet sich das Schloss Neuenchieming.